# 경신고등학교 (서울)
경신고등학교(儆新高等學校)는 대한민국 서울특별시 종로구 혜화동에 있는 사립 고등학교이다.

## 학교 연혁
- 1885년 : 미북장로교 선교사 언더우드 목사 창립하여 정동 32번지에서 아동들을 가르치기 시작
- 1886년 7월 11일 : 언더우드학당(구세학당) 개설예배를 거행하고 초대 학당장으로 언더우드가 취임
- 1891년 : 예수교학당으로 개명하고 입학연령을 10세로 수업연한을 5년제로 함
- 1897년 10월 : 선교정책으로 학당을 폐당
- 1901년 1월 : 기일 목사가 연동교회 부속건물(연지동 136-17)로 이전
- 1905년 : 교명을 경신(儆新)이라 명명
- 1905년 : 제1회 졸업생을 배출
- 1910년 7월 10일 : 본관(죤디웰스 기념당)을 확장(연건평 499평)
- 1913년 : 교가(최남선 작사, 김인식 작곡)와 교훈(자유·평등·박애)를 제정
- 1915년 4월 24일 : 경신학교 대학부(연희전문학교의 모체)를 설립
- 1916년 10월 12일 : 창설자 언더우드 목사 소천
- 1922년 : 교가를 확정(장지영 작사)
- 1929년 4월 18일 : 교지 <儆新> 을 창간
- 1941년 3월 15일 : 일제 박해로 교사를 경기도 양주군 정릉리로 이전
- 1951년 9월 1일 : 부산 남부민동에 피난학교를 개설
- 1955년 4월 1일 : 현교지(혜화동 산4)로 이전
- 1964년 4월 25일 : 학교법인 경신학원을 인가
- 2002년 10월 15일 : 정보화센터(신관 4개층 544평) 건축을 완성
- 2004년 9월 14일 : 예체능관(3층 287평)을 건축
- 2010년 4월 19일 : 제5대 이사장에 이효종 장로 취임
- 2022년 9월 1일 : 고등학교 제24대 한지민 선생 취임

## 운동부
축구부와 유도부를 운영하고 있다. 축구부는 1904년에 창단하여 1921년 제1회 전조선축구대회에 참가하였고이 대회에서 3회 우승을 차지하는 등 초창기 한국 축구 발전에 공헌하였다.

## 참고 문헌
- 경신고등학교 - 한국교육학술정보원 학교알리미

## 같이 보기
- 경신고등학교 농구단
- 경신고등학교 야구단
- 경신고등학교 축구단
- 경신학교 육상단
- 경신학교 정구단